# Michel Teston
Michel Teston, né le 20 juillet 1944 à Antraigues-sur-Volane (Ardèche) est un homme politique français, qui est sénateur de l'Ardèche de 1998 à 2014 et président du conseil général de l'Ardèche de 1998 à 2006.

## Biographie
Conseiller général socialiste du canton d’Antraigues-sur-Volane, il est élu président du conseil général de l'Ardèche en 1998 (réélu en 2001 et en 2004), dont il démissionne en mars 2006. Son successeur est Pascal Terrasse, son ancien 1er vice-président.
Il est élu sénateur (PS) de l'Ardèche le 27 septembre 1998. Il est réélu le 21 septembre 2008 au premier tour, recueillant 53,58 % des suffrages exprimés. Il n'est pas candidat à sa succession lors des élections sénatoriales de septembre 2014.
Ancien administrateur de Télédiffusion de France (TDF) pour la région Centre-Est, il est considéré par ses pairs comme un expert des télécommunications et des nouvelles technologies. À ce titre, il a présidé de 2004 à 2006 la commission Technologies de l'information et de la communication de l'Assemblée des départements de France (ADF), tout en étant membre du bureau de l'ADF. 
Michel Teston suit par ailleurs, les questions économiques. Il est membre de la mission parlementaire Désindustrialisation des territoires et a siégé à la commission mixte paritaire sur l'interdiction des gaz de schiste. Enfin, le groupe socialiste du Sénat l'a désigné comme chef de file, pour les questions postale et de transport. 
En 2014, il a été le rapporteur de la réforme ferroviaire au Sénat (Loi n°2014-872 du 4 août 2014 portant réforme ferroviaire). Cette loi, dont Gilles Savary était le rapporteur à l'Assemblée Nationale, régit le fonctionnement de la SNCF du 1er janvier 2015 au 31 décembre 2019.  
Dans le cadre de la mission sur la sécurité nucléaire, il a participé à l'inspection des centrales de Nogent-sur-Seine (Aube) et du Tricastin (Drôme).
Le sénateur Michel Teston plaide également en faveur de la limitation du cumul des mandats politiques et fonctions électives. 
Il est, par ailleurs, le petit-fils d’Édouard Froment, député (SFIO) de 1932 à 1951 et président du conseil général de l'Ardèche. Le 10 juillet 1940, ce dernier fit partie des 80 parlementaires votant contre les pleins pouvoirs au maréchal Pétain.
Il est fait chevalier de la Légion d'honneur en janvier 2017.
Olivier Dussopt, secrétaire d'Etat auprès du ministre de l'Action et des Comptes publics, a été collaborateur parlementaire de Michel Teston de 2002 à 2006.

## Mandats électifs
- 25 mars 1979 - 27 mars 2011 : Conseiller général du canton d'Antraigues-sur-Volane
- 13 mars 1983 - 18 mars 2001 : Conseiller municipal d'Antraigues-sur-Volane
- 2 avril 1998 - 3 avril 2006 : Président du conseil général de l'Ardèche
- 27 septembre 1998 - 30 septembre 2014 : Sénateur de l'Ardèche